# Галеев, Фахрази Галеевич
Фахрази́ Гале́евич Гале́ев (тат. Фәхрази Гали улы Галиев; 1912—1997) — участник Великой Отечественной войны, наводчик орудия 1248-го истребительно-противотанкового артиллерийского полка 12-й армии Юго-Западного фронта, младший сержант. Герой Советского Союза.

## Биография
Родился 30 января (12 февраля по новому стилю) 1912 года в деревне Ямаково Российской империи, ныне Мензелинского района Татарстана, в семье крестьянина. Татарин.
Окончил 4 класса. Работал грузчиком, затем трактористом в колхозе.
В 1934—1936 годах и с февраля 1942 — на службе в Красной Армии. В действующей армии — с января 1943. Член ВКП(б)/КПСС с 1944 года.
Наводчик орудия 1248-го истребительно-противотанкового артиллерийского полка младший сержант Фахрази Галеев в ночь на 27 сентября 1943 года в числе первых переправился через реку Днепр в районе с. Губенское (Вольнянский район Запорожской области). С расчётом поднял орудие на отвесный берег реки и сходу вступил в бой с танками врага. Действуя за наводчика, подбил танк и автомашину. Огнём из орудия помог подразделению отразить контратаку противника и удержать плацдарм.
Из-за тяжёлого ранения в 1944 году был демобилизован. Вернулся на родину. В 1951—1952 годах учился в Казани в республиканской партийной школе. Жил и работал в родной деревне.
В 1946—1950 годах был депутатом Верховного Совета СССР.
Умер 13 мая 1997 года. Похоронен в деревне Ямаково.

## Награды
- Звание Героя Советского Союза присвоено 19 марта 1944 года[1].
- Награждён орденами Ленина, Отечественной войны 1-й степени и Красной Звезды (03.11.1943)[6], а также медалями, в том числе «За оборону Сталинграда».

## Память
- Имя Героя носила пионерская организация Карашай-Сакловской средней школы, которую он посещал[7].